# Niko Dovanastadion
Het Niko Dovanastadion is een multifunctioneel stadion in Durrës (Albanië). Het is de thuisbasis van voetbalclub KS Teuta Durrës. Het stadion biedt plaats aan 12.040 toeschouwers, waarvan slechts een deel zitplekken op één hoofdtribune. De overige toeschouwers kunnen (staand) plaatsnemen op stenen terrassen rondom het veld. Om het veld ligt een atletiekbaan wat daarmee het beoefenen van die sport in het stadion mogelijk maakt. Het stadion werd geopend in 1965 en heette toen nog Lokomotivastadion. In 1991 werd de huidige naam aangenomen, ter ere van Niko Dovana, voormalig doelman van KS Teuta Durrës in de jaren '30 en '40 van de twintigste eeuw.

## Interlands
Het Albanees voetbalelftal speelde twee interlands in het stadion.
| 1 | 11 augustus 2010 | Albanië – Oezbekistan | 1 – 0 | Vriendschappelijk | 8.000 |
| 2 | 5 maart 2014     | Albanië – Malta       | 2 – 0 | Vriendschappelijk | 8.000 |